# Odilon Polleunis
Odilon Polleunis (Sint-Truiden, 1943. május 1. – 2023. szeptember 20.) belga válogatott labdarúgó.

## Pályafutása
A csatárként játszó Odilon Polleunis 1968-ban a Sint-Truidense csapatának tagjaként megnyerte a belga Aranycipőt, azaz ő lett a belga élvonal gólkirálya. 1973-ban elhagyta szülővárosának csapatát és a Daring Molenbeek játékosa lett. A brüsszeli klubban 82 hivatalos mérkőzést játszott három szezon alatt, 1975-ben bajnoki címet nyert a csapattal.
A belga válogatottban 1968-ban mutatkozott be, 22 találkozón tíz gólt ért el címeres mezben. Részt vett az 1970-es labdarúgó-világbajnokságon, az 1972-es labdarúgó-Európa-bajnokságon. Utóbbi tornán bronzérmet szerzett a válogatottal.